# Фернандес, Хавьер (фигурист)
Хавье́р Ферна́ндес Ло́пес (исп. Javier Fernández López; 15 апреля 1991, Мадрид) — испанский фигурист, выступавший в одиночном катании. Бронзовый призёр Олимпийских игр (2018), двукратный чемпион мира (2015, 2016), семикратный чемпион Европы (2013—2019) и восьмикратный чемпион Испании (2010, 2012–2018).
Фернандес — первый испанский фигурист, завоевавший медаль на Олимпийских играх, чемпионатах, проводимых ИСУ и соревнованиях Гран-при. Кавалер Королевского ордена «За спортивные заслуги» — высшей государственной награды Испании в области спорта.

## Карьера
Хавьер Фернандес начал заниматься фигурным катанием достаточно поздно — в 7 лет, наблюдая за своей старшей сестрой (Лаура Фернандес выступала в женском одиночном катании, была участницей чемпионатов мира и Европы, а в 2008 году сменила дисциплину и начала тренироваться в танцах на льду с канадским фигуристом Симоном Ганьоном). На международный уровень его вывели испанские тренеры Иван Саэс, Каролина Санс и Хорди Лафарга. С сезона 2008—2009 по сезон 2010—2011 Хавьер тренировался в США в группе Николая Морозова, а после перешёл к Брайану Орсеру. В самом начале испанская федерация отрицательно относилась к переезду Хавьера за океан.
На чемпионате Европы 2009 года Фернандес занял довольно высокое 11 место, а на чемпионате мира 2009 года — 19 место, завоевав для Испании путёвку в мужском одиночном катании на зимние Олимпийские игры 2010 года. Он стал первым испанским одиночником с 1956 года, завоевавшим для страны право выступления на Олимпиаде.
В сезоне 2009—2010 впервые в карьере участвовал в соревнованиях серии Гран-при — это был этап «Trophée Eric Bompard» — где занял одиннадцатое место. Первым выигранным турниром среди взрослых стал для Хавьера «Merano Cup» (Италия), где он в первый раз исполнил произвольной программе четверной прыжок — (тулуп). В том же сезоне он стал третьим на турнире «Международный кубок Ниццы» и, впервые выиграв национальный чемпионат, оказался в десятке на чемпионате Европы (стал восьмым).
На Олимпийских играх занял четырнадцатое место, что для Испании, где фигурное катание не очень популярный и развитый вид спорта, является хорошим результатом. На последовавшем чемпионате мира Хавьер значительно улучшил свой прошлогодний результат: стал 12-м и установил личные рекорды по оценкам за обе программы.
На чемпионате мира 2011 года, проходившем в Москве, в произвольной программе Хавьер чисто выполнил два разных четверных прыжка: тулуп и сальхов, заняв в итоге десятое место.
На этапе Гран-при сезона 2011/2012 — Skate Canada, Хавьер выиграл короткую программу, обойдя таких титулованных фигуристов как Дайсукэ Такахаси и Патрик Чан, а завоёванная им в итоге серебряная медаль этих соревнований, стала первой медалью этапов Гран-при для Испании.
На Олимпийских играх 2014 после короткой программы Фернандес шёл третьим. В произвольной программе его ожидало разочарование из-за нелепой ошибки. Его четверной сальхов был засчитан как тройной, а второй тройной сальхов в концовке программы вообще не был засчитан судьями (так называемое «правило Зайак», запрещающее повтор прыжков). В результате Фернандес проиграл Денису Тену всего 1,18 балла и занял 4-е место. Послеолимпийский сезон Фернандес начал очень успешно; занял второе место на канадском этапе Гран-при и выиграл российский этап. Таким образом сумел выйти в Финал Гран-при, который в этом году будет проходить в его родной Испании. В финале Гран-при выиграл серебряную медаль, которая является первой медалью такой пробы испанского фигурного катания. В январе 2015 года в третий раз стал чемпионом Европы. А в конце марта в Шанхае на чемпионате мира он вёл упорную борьбу с олимпийским чемпионом Юдзуру Ханю. В произвольной программе Фернандес показал великолепное катание и сумел занять первое место.
На Cup of China 2015 уверенно занял первое месте. На этапе в России фигурист также завоевал золотую медаль. В финале серии Гран-при он выступил удачно и финишировал вторым, и улучшил свои достижения в произвольной программе и сумме. В январе 2016 года стал четырёхкратным чемпионом Европы, не встретив никакой конкуренции со стороны соперников, набрав рекордную сумму в двух программах. В начале апреля на мировом чемпионате в Бостоне испанский фигурист выступил превосходно и во второй раз стал чемпионом мира. При этом превзошёл личные рекорды в произвольной программе и по сумме.
В ноябре 2016 года испанский фигурист начал новый предолимпийский сезон на этапе Гран-при в Москве, где стал победителем. На этапе Гран-при Trophée de France финишировал вновь первым. Это позволило ему уверенно выйти в финал серии, на котором выступил не совсем удачно и финишировал на четвёртом месте. В декабре Хавьер в очередной раз стал чемпионом страны. В конце января испанский одиночник выступил на европейском чемпионате, в очередной раз одержав победу. В конце марта испанский одиночник выступил на мировом чемпионате в Хельсинки, где фигуристу не удалось войти в число призёров. При этом завоевал для Испании два места на предстоящей Олимпиаде.
Олимпийский сезон испанский фигурист начал в Монреале, где на турнире Autumn Classic 2017, он финишировал на первом месте. На китайском этапе серии Гран-при финишировал в середине таблицы. Ему удалось реабилитироваться на французском этапе Гран-при, на котором он одержал победу. На национальном чемпионате в декабре 2017 года в Хаке уверенно отстоял звание чемпиона страны. Затем на чемпионате Европы лидировал после короткой программы, и сумел сохранить преимущество в произвольной программе, победив на шестом чемпионате кряду.
На Олимпийских играх 2018 в Пхёнчхане Хавьер в упорной борьбе завоевал бронзовую медаль. С чемпионата мира в Милане решил сняться.
Фернандес довёл победную серию на континентальном первенстве до семи, одержав победу на чемпионате Европы 2019 в Минске, который стал последним соревнованием для него в спортивной карьере. Уступает по титулам  чемпиона Европы только Карлу  Шеферу и Ульриху Сальхову, а по длительности победной серии только Шеферу.

## Программы
| Сезон     | Короткая программа                                                | Произвольная программа                                                         |
| --------- | ----------------------------------------------------------------- | ------------------------------------------------------------------------------ |
| 2017-2018 | Modern Times                                                      | Man of La Mancha Митч Ли                                                       |
| 2016—2017 | Malagueña Эрнесто Лекуона                                         | Различные композиции Элвис Пресли                                              |
| 2015—2016 | Malagueña Эрнесто Лекуона                                         | Guys and Dolls Frank Loesser                                                   |
| 2014—2015 | Black Betty Ram Jam                                               | Севильский цирюльник Джоаккино Россини                                         |
| 2013—2014 | Satan Takes a Holiday Larry Clinton                               | Peter Gunn Henry Mancini Harlem Nocturne Earle Hagen                           |
| 2012—2013 | Маска Зорро Джеймс Хорнер                                         | Чарли Чаплин                                                                   |
| 2011—2012 | I Love Paris Сэм Батера Petit Fleur Генри Рене                    | Травиата опера Сицилийская вечерня Набукко Риголетто Джузеппе Верди            |
| 2010—2011 | «Rhumba d’Amour» саундтрек к мультфильму Ну, погоди!              | Саундтрек к фильму «Пираты Карибского моря» Клаус Бадельт и Ханс Циммер        |
| 2009—2010 | Саундтрек к фильму «Миссия невыполнима 2» Ханс Циммер             | Саундтрек к фильму «Пираты Карибского моря» Клаус Бадельт и Ханс Циммер        |
| 2008—2009 | Entre dos aguas Пако Де Лусия                                     | Саундтрек к фильму «Матрица» Дон Дэвис                                         |
| 2007—2008 | Requiem for a Dream Клинт Мэнселл                                 | Саундтрек к фильму «Миссия» Эннио Морриконе                                    |
| 2006—2007 | Саундтрек к фильму «Дракон: История жизни Брюса Ли» Рэнди Эделман | Саундтрек к фильму «Крёстный отец» Эннио Морриконе в исполнении Эдвина Мартона |

## Результаты
| Соревнования                       | 06/07         | 07/08         | 08/09         | 09/10         | 10/11         | 11/12         | 12/13         | 13/14         | 14/15         | 15/16         | 16/17         | 17/18         | 18/19         |
| Международные                      | Международные | Международные | Международные | Международные | Международные | Международные | Международные | Международные | Международные | Международные | Международные | Международные | Международные |
| ---------------------------------- | ------------- | ------------- | ------------- | ------------- | ------------- | ------------- | ------------- | ------------- | ------------- | ------------- | ------------- | ------------- | ------------- |
| Олимпийские игры                   |               |               |               | 14            |               |               |               | 4             |               |               |               | 3             |               |
| Чемпионат мира                     | 35            | 30            | 19            | 12            | 10            | 9             | 3             | 3             | 1             | 1             | 4             |               |               |
| Чемпионат Европы                   | 28            | 17            | 11            | 8             | 9             | 6             | 1             | 1             | 1             | 1             | 1             | 1             | 1             |
| Финал Гран-при                     |               |               |               |               |               | 3             | 4             |               | 2             | 2             | 4             |               |               |
| Гран-при. Cup of China             |               |               |               |               |               |               |               |               |               | 1             |               | 6             |               |
| Гран-при. NHK Trophy               |               |               |               |               |               |               | 4             | 5             |               |               |               |               |               |
| Гран-при. Skate Canada             |               |               |               |               | 5             | 2             | 1             |               | 2             |               |               |               |               |
| Гран-при. Rostelecom Cup           |               |               |               |               | 9             | 2             |               | 3             | 1             | 1             | 1             |               |               |
| Гран-при. Internationaux de France |               |               |               | 11            |               |               |               |               |               |               | 1             | 1             |               |
| Челленджер. Autumn Classic         |               |               |               |               |               |               |               |               |               |               |               | 1             |               |
| Finlandia Trophy                   |               |               |               |               |               |               | 3             |               |               |               |               |               |               |
| Nebelhorn Trophy                   |               |               |               |               |               | 4             |               |               |               |               |               |               |               |
| Международный кубок Ниццы          |               |               |               | 3             | 5             |               |               |               |               |               |               |               |               |
| Merano Cup                         |               |               |               | 1             |               |               |               |               |               |               |               |               |               |
| NRW Trophy                         |               |               | 3             |               |               |               |               |               |               |               |               |               |               |
| Золотой конёк Загреба              |               | 13            |               |               |               |               |               |               |               |               |               |               |               |
| Международные среди юниоров        |               |               |               |               |               |               |               |               |               |               |               |               |               |
| Чемпионат мира                     |               | 13            |               |               |               |               |               |               |               |               |               |               |               |
| Гран-при. Испания                  |               |               | 4             |               |               |               |               |               |               |               |               |               |               |
| Гран-при. Мексика                  |               |               | 6             |               |               |               |               |               |               |               |               |               |               |
| Гран-при. Эстония                  |               | 9             |               |               |               |               |               |               |               |               |               |               |               |
| Гран-при. Великобритания           |               | 11            |               |               |               |               |               |               |               |               |               |               |               |
| Гран-при. Нидерланды               | 23            |               |               |               |               |               |               |               |               |               |               |               |               |
| ЕЮОФ                               | 4             |               |               |               |               |               |               |               |               |               |               |               |               |
| Gardena Trophy                     | 5             |               |               |               |               |               |               |               |               |               |               |               |               |
| Национальные                       |               |               |               |               |               |               |               |               |               |               |               |               |               |
| Чемпионат Испании                  |               |               |               | 1             | 2             | 1             | 1             | 1             | 1             | 1             | 1             | 1             |               |
| Чемпионат Испании среди юниоров    | 1             | 1             | 1             |               |               |               |               |               |               |               |               |               |               |